# 北九州市立湯川小学校
北九州市立湯川小学校（きたきゅうしゅうしりつゆがわしょうがっこう）は、福岡県北九州市小倉南区にある市立小学校。

## 沿革
- 1975年（昭和50年） - 北九州市立湯川小学校開校
- 1985年（昭和60年） - 十周年記念式典を挙行
- 1995年（平成7年） - 創立20周年記念式典を挙行
- 2004年（平成16年） - 創立30周年記念行事を行う
- 2014年（平成26年） - 創立40周年記念学習発表会を挙行

## 学区内の主な施設
- サンリブシティ小倉

## 交通
- JR日豊本線・安部山公園駅から徒歩15分
- 西鉄バス湯川バス停から徒歩7分